# Austria ai XXII Giochi olimpici invernali
L'Austria ha partecipato ai XXII Giochi olimpici invernali che si tennero a Soči, Russia dal 5 al 23 febbraio 2014

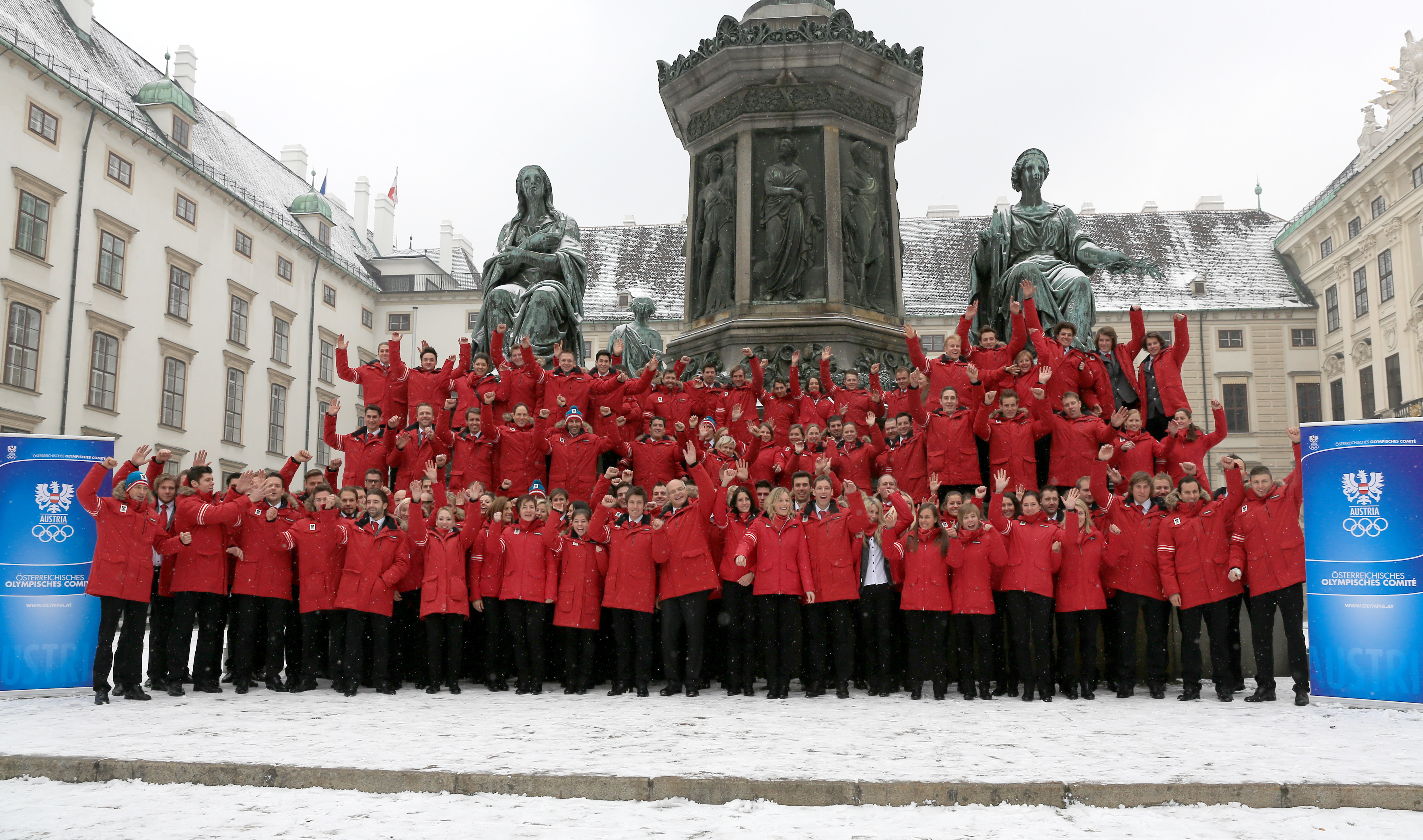
La squadra austriaca al completo a Vienna, prima di partire per

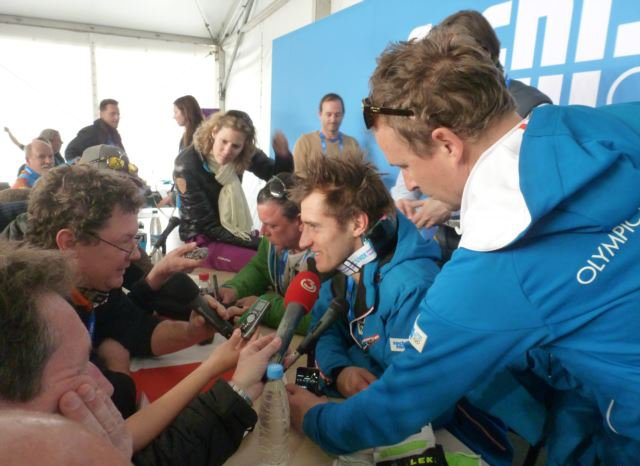
Matthias Mayer, vincitore della discesa libera, in conferenza stampa

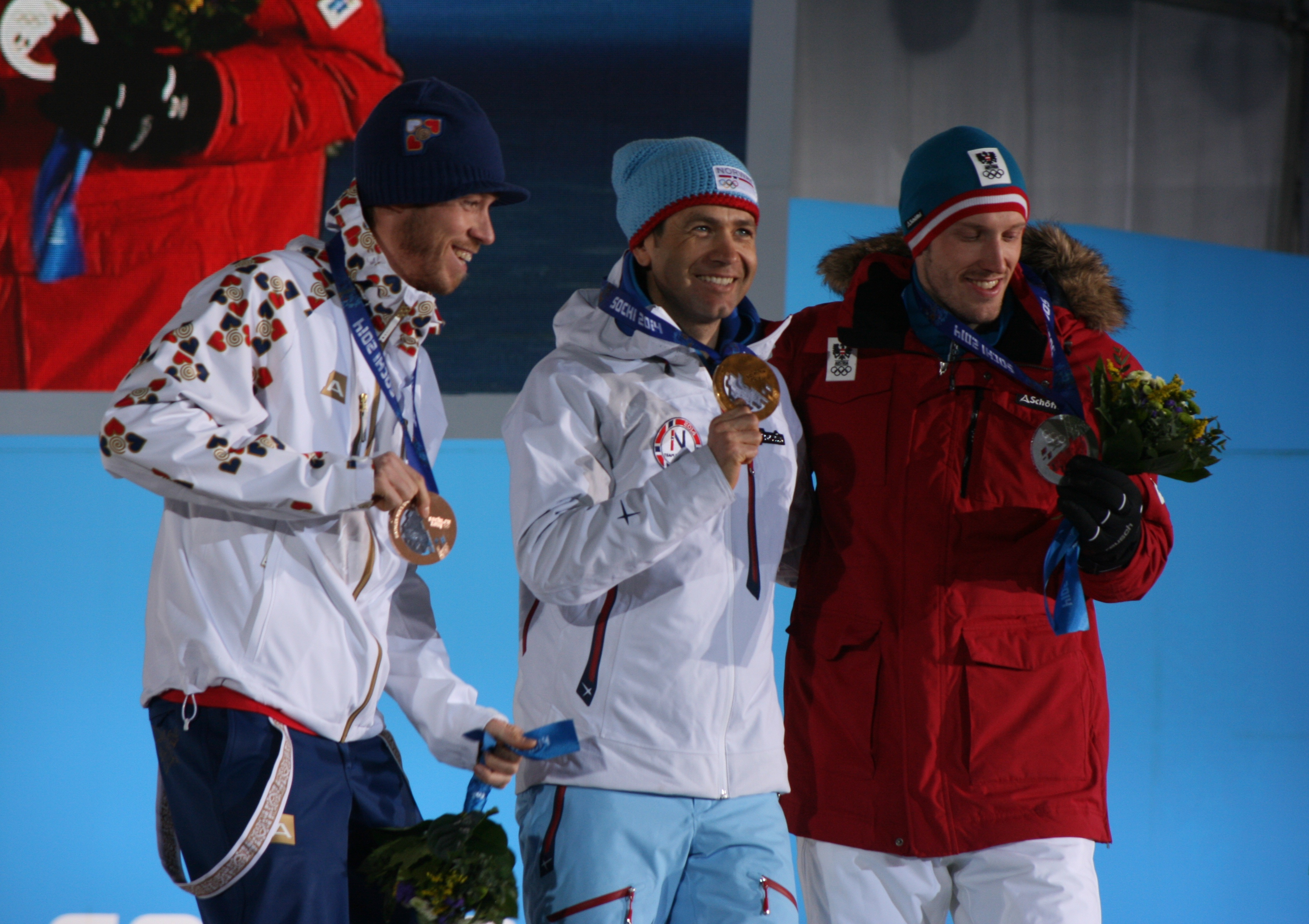
Dominik Landertinger (a destra), medaglia d'argento nella 10 km sprint di biathlon

## Medaglie

### Medagliere per discipline
| Sport             | Oro | Argento | Bronzo | Totale |
| ----------------- | --- | ------- | ------ | ------ |
| Sci alpino        | 3   | 4       | 2      | 9      |
| Snowboard         | 1   | 0       | 1      | 2      |
| Salto con gli sci | 0   | 2       | 0      | 2      |
| Biathlon          | 0   | 1       | 1      | 2      |
| Slittino          | 0   | 1       | 0      | 1      |
| Combinata nordica | 0   | 0       | 1      | 1      |
| Totale            | 4   | 8       | 5      | 17     |

### Medaglie d'oro
| Medaglia | Nome            | Sport      | Evento                     |
| -------- | --------------- | ---------- | -------------------------- |
| Oro      | Matthias Mayer  | Sci alpino | Discesa libera maschile    |
| Oro      | Mario Matt      | Sci alpino | Slalom speciale maschile   |
| Oro      | Anna Fenninger  | Sci alpino | Supergigante femminile     |
| Oro      | Julia Dujmovits | Snowboard  | Slalom parallelo femminile |

### Medaglie d'argento
| Medaglia | Nome                           | Sport             | Evento                       |
| -------- | ------------------------------ | ----------------- | ---------------------------- |
| Argento  | Dominik Landertinger           | Biathlon          | 10 km sprint maschile        |
| Argento  | Austria                        | Salto con gli sci | Gara a squadre maschile      |
| Argento  | Daniela Iraschko               | Salto con gli sci | Trampolino normale femminile |
| Argento  | Anna Fenninger                 | Sci alpino        | Slalom gigante femminile     |
| Argento  | Marlies Schild                 | Sci alpino        | Slalom speciale femminile    |
| Argento  | Marcel Hirscher                | Sci alpino        | Slalom speciale maschile     |
| Argento  | Nicole Hosp                    | Sci alpino        | Supercombinata femminile     |
| Argento  | Andreas Linger Wolfgang Linger | Slittino          | Doppio                       |

### Medaglie di bronzo
| Medaglia | Nome           | Sport             | Evento                      |
| -------- | -------------- | ----------------- | --------------------------- |
| Bronzo   | Austria        | Biathlon          | Staffetta 4x7,5 km maschile |
| Bronzo   | Austria        | Combinata nordica | Gara a squadre maschile     |
| Bronzo   | Kathrin Zettel | Sci alpino        | Slalom speciale femminile   |
| Bronzo   | Nicole Hosp    | Sci alpino        | Supergigante femminile      |
| Bronzo   | Benjamin Karl  | Snowboard         | Slalom parallelo maschile   |

### Plurimedagliati
| Nome                 | Sport      | Oro | Argento | Bronzo | Totale |
| -------------------- | ---------- | --- | ------- | ------ | ------ |
| Anna Fenninger       | Sci alpino | 1   | 1       | 0      | 2      |
| Nicole Hosp          | Sci alpino | 0   | 1       | 1      | 2      |
| Dominik Landertinger | Biathlon   | 0   | 1       | 1      | 2      |

## Bob
L'Austria ha qualificato nel bob un equipaggio per disciplina, per un totale di otto atleti, di cui cinque uomini e tre donne(*).
| Gara                   | Equipaggio                                                                | 1ª manche | 2ª manche | 3ª manche | 4ª manche | Totale  | Posizione |
| ---------------------- | ------------------------------------------------------------------------- | --------- | --------- | --------- | --------- | ------- | --------- |
| Bob a due femminile    | Christina Hengster Viola Kleiser                                          | 58"59     | 58"56     | 58"73     | 58"91     | 3'54"79 | 15º       |
| Bob a due maschile     | Benjamin Maier Markus Sammer                                              | 57"57     | 57"74     | 57"41     | NQ        | 2'52"71 | 22º       |
| Bob a quattro maschile | Benjamin Maier Markus Sammer Stefan Withalm Angel Somov Sebastian Heufler | 56"25     | 56"11     | 56"27     | NQ        | 2'48"63 | 21º       |

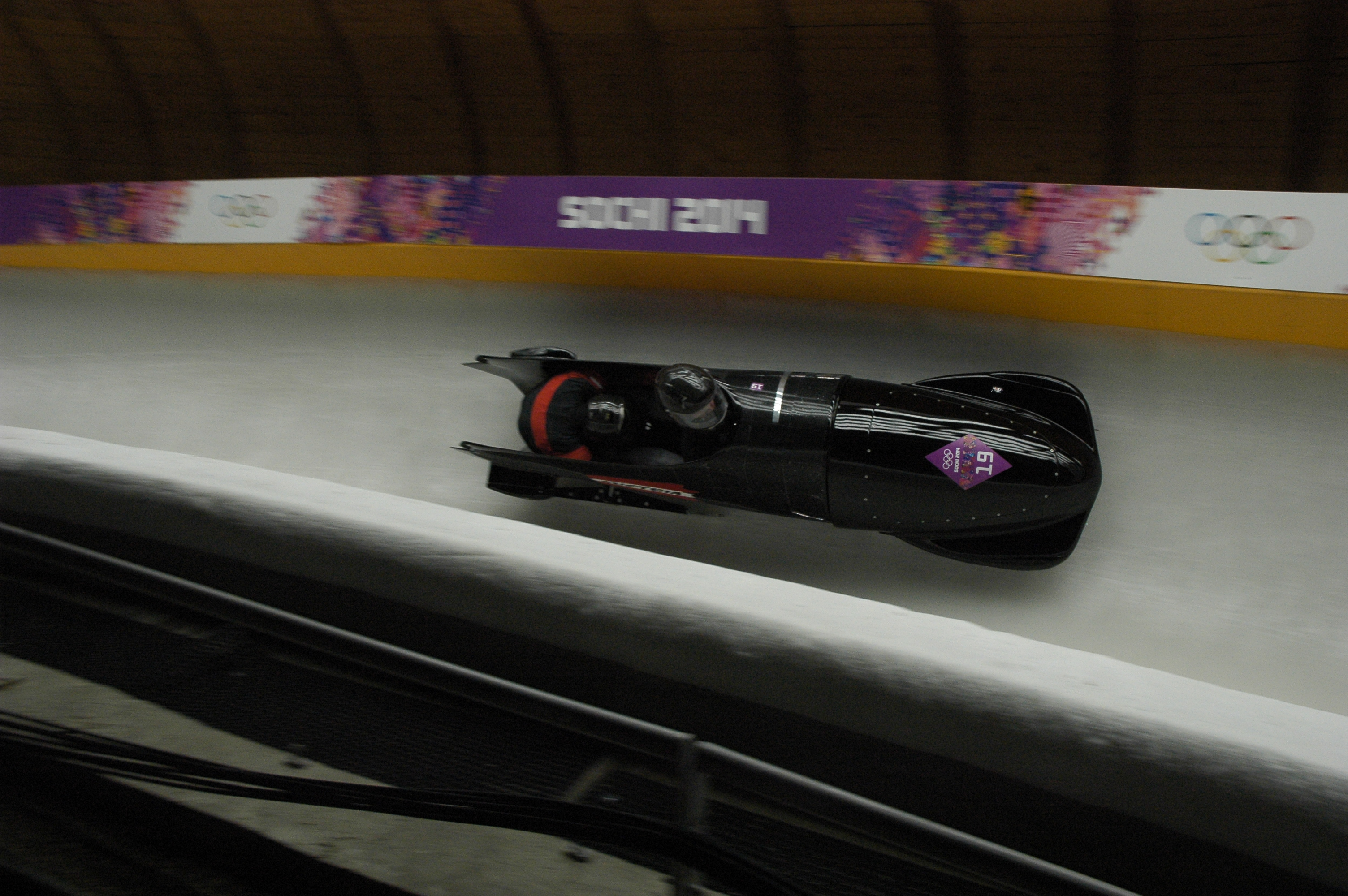
Benjamin Maier (pilota) e Markus Sammer a bordo di Austria-1, ventiduesimi nel bob a due maschile

(*) Alexandra Tüchi era presente come riserva e non ha preso parte alle competizioni

## Biathlon
Sulla base dei risultati del 2012 e del 2013 l'Austria ha diritto a schierare :
- 6 Uomini
- 4 Donne

## Hockey su ghiaccio
L'Austria ha vinto il torneo di qualificazione maschile .
Gli atleti convocati sono :
- Squadra maschile di Hockey austriaca (23 atleti)

## Pattinaggio di figura
Gli atleti convocati per i XXII Giochi olimpici invernali per la nazionale austriaca sono:
- 1 Uomo

## Skeleton
L'Austria ha qualificato nello skeleton tre atleti, due uomini e una donna.
| Gara              | Atleta                | 1ª manche | 2ª manche | 3ª manche | 4ª manche | Totale  | Posizione |
| ----------------- | --------------------- | --------- | --------- | --------- | --------- | ------- | --------- |
| Singolo femminile | Janine Flock          | 59"47     | 59"39     | 58"61     | 58"56     | 3'56"03 | 9ª        |
| Singolo maschile  | Matthias Guggenberger | 57"70     | 57"12     | 57"24     | 56"94     | 3'49"00 | 14º       |
| Singolo maschile  | Raphael Maier         | 57"83     | 57"51     | 57"95     | 57"57     | 3'50"86 | 19º       |

## Slittino
L'Austria ha qualificato nello slittino un totale di dieci atleti, sette uomini e tre donne, ed ha vinto una medaglia d'argento nel doppio.
| Gara              | Atleta                                                          | 1ª manche      | 2ª manche      | 3ª manche     | 4ª manche     | Totale   | Posizione |
| ----------------- | --------------------------------------------------------------- | -------------- | -------------- | ------------- | ------------- | -------- | --------- |
| Singolo femminile | Miriam Kastlunger                                               | 51"622         | 50"795         | 51"139        | 51"109        | 3'24"665 | 17ª       |
| Singolo femminile | Nina Reithmayer                                                 | 51"225         | 51"143         | 51"614        | 51"174        | 3'25"156 | 20ª       |
| Singolo femminile | Birgit Platzer                                                  | 51"362         | 51"031         | 51"424        | 51"550        | 3'25"367 | 23ª       |
| Singolo maschile  | Reinhard Egger                                                  | 52"564         | 52"630         | 52"152        | 52"160        | 3'29"506 | 8º        |
| Singolo maschile  | Wolfgang Kindl                                                  | 52"586         | 52"714         | 52"145        | 52"218        | 3'29"663 | 9º        |
| Singolo maschile  | Daniel Pfister                                                  | 52"925         | 52"802         | 52"306        | 52"243        | 3'30"276 | 15º       |
| Gara              | Atleta                                                          | 1ª manche      | 1ª manche      | 2ª manche     | 2ª manche     | Totale   | Posizione |
| Doppio            | Andreas Linger Wolfgang Linger                                  | 49”685         | 49”685         | 49”770        | 49”770        | 1'39”455 |           |
| Doppio            | Peter Penz Georg Fischler                                       | 49”793         | 49”793         | 54”252        | 54”252        | 1'44”045 | 19º       |
| Gara              | Atleta                                                          | Manche singolo | Manche singolo | Manche doppio | Manche doppio | Totale   | Posizione |
| Gara a squadre    | Miriam Kastlunger Wolfgang Kindl Andreas Linger Wolfgang Linger | 55"596         | 56"434         | 56"447        | 56"447        | 2'48"477 | 7ª        |